# Rivière Sérigny
Pour les articles homonymes, voir Sérigny.
La rivière Sérigny est un affluent de la rive ouest de la rivière Caniapiscau dont le courant se déverse successivement dans la rivière Koksoak, puis dans la baie d'Ungava. La rivière Sérigny coule vers le nord-est dans le territoire non organisé de la rivière-Koksoak, dans le Nunavik, dans la région administrative du Nord-du-Québec, au Québec, au Canada.

## Géographie
Les bassins versants voisins de la rivière Sérigny sont :
- côté nord : rivière Pons, rivière Beurling ;
- côté est : rivière Caniapiscau ;
- côté sud : réservoir Caniapiscau ;
- côté ouest : lac La Forest et un ensemble de plans d'eau dont les lacs Novereau, Dorcy, Bourgtalon, Mortain, Dervieux, lesquels se déversent vers le sud dans le réservoir Caniapiscau.

Un petit lac (0,6 km de longueur) constitue la tête de la rivière Sérigny. Ce lac est situé à 7,3 km au nord-ouest de la rivière Caniapiscau, à 8,3 km au nord-est du lac Duralde et 5,5 km à l'est du lac Tassigny. Ce petit lac de tête est entouré à proximité de plusieurs sommets de montagnes de plus de 600 mètres d'altitude. Ses eaux coulent vers le nord-ouest en traversant plusieurs petits lacs.
D'une longueur d'environ 190 km, le cours de la rivière Sérigny contourne du côté ouest et nord le versant géographique du lac Sérigny. La rivière est orientée à priori vers l'ouest, le nord-est, puis vers le nord dans son dernier segment. Sauf pour sa partie supérieure, la rivière Sérigny coule, généralement en parallèle du côté sud de la rivière Pons et du côté nord de la rivière Caniapiscau. Dans son cours, la rivière Sérigny traverse plusieurs lacs, et recueille les eaux de la décharge (venant du sud) du lac Sérigny.
La rivière sérigny se déverse sur la rive ouest de la rivière Caniapiscau dans la pointe sud du lac Cambrien, à 170 km au nord-ouest de Schefferville, à environ 240 km au sud du village nordique de Kuujjuaq, en amont de l'embouchure de la rivière Pons, en aval de l'embouchure de la rivière Goodwood et en aval de l'embouchure de la rivière du Sable.

## Toponymie
En 1944, le toponyme lac Sérigny, a été officialisé par la Commission de géographie du Québec. En 1958, la Commission canadienne des noms géographiques attribua le même nom à la rivière, à la requête des spécialistes en toponymie de la Commission de géographie du Québec.
L'appellation Sérigny évoque l'œuvre de vie de Joseph Le Moyne de Sérigny (ou Serigny) et de Loire (1668-1734), sixième fils de Charles Le Moyne de Longueuil. Dans son passé militaire, Sérigny a été officier de la Marine. Avec son frère aîné Pierre Le Moyne d'Iberville, il participa notamment à des expéditions militaires dans la baie d'Hudson, où il commanda les navires La Salamandre (1694) et Le Palmier (1697). Joseph participa aussi à des excursions aux Antilles (1706) et en Floride (1719).
En 1718, Joseph fut nommé commandant de la colonie de la Louisiane, conjointement avec Bienville. À la suite de son retour en France, il exerça la fonction de gouverneur de l'important port de Rochefort en 1723 ; il occupa ce poste jusqu'à son décès.
Les Naskapis désignent cette rivière Chipisipi, signifiant la rivière aux fantômes ou la rivière de la mort, en souvenir de plusieurs autochtones qui y furent tués. Par ailleurs, les Montagnais la désignent Kapatshetekuaskuau Shipu ou Kapatshitukuashkau Shipu signifiant gonflement de glace, appellation associée aux amoncellements de glace se formant sur cette rivière peu profonde.
Le toponyme rivière Sérigny a été officialisé le 5 décembre 1968 par la Commission de toponymie du Québec.